# Robert Stockman
Robert Stockman ist ein britischer Chemiker und Professor für organische Chemie an der Universität Nottingham.

## Werdegang
Seinen PhD erwarb Stockman 1997 in Bristol, anschließend ging er als Postdoktorand an die University of Texas, um im Jahr 1999 an der University of Anglia zahlreiche Projekte zur Erforschung von Heterocyclen in Zusammenhang mit der Vollsynthese biologisch relevanter Stoffe anstieß. Im Jahr 2007 erhielt er ein EPSRC Advanced Research Fellowship und wurde zum Senior Lecturer befördert. Etwa ein halbes Jahr später erhielt Stockman den Ruf an die University of Nottingham, wo er eine Anstellung als Associate Professor für organische Chemie erhielt. Im Jahr 2010 wurde er zum Associate Professor und Reader befördert, im Jahr 2016 erhielt er schließlich einen eigenen Lehrstuhl.
Stockmann ist Teil des Teams von Periodic Table of Videos und dort in zahlreichen Videos zu sehen.

## Forschungsgebiete
- Erforschung der neuen Methoden zur Synthese von Heterocyclen
- Vollsynthese natürlicher Substanzen